# The Division Bell
The Division Bell – album studyjny brytyjskiego zespołu Pink Floyd, który wydano w 1994 roku (Wlk.  Brytania: 28 marca, USA: 4 kwietnia). Nagrywany w wielu studiach nagraniowych, między innymi w prywatnym studiu Davida Gilmoura na barce „Astoria”. Album zdobył status złotej, platynowej, podwójnej platynowej (1994) i potrójnie platynowej płyty (1999), a utwór „Marooned” zdobył nagrodę Grammy w 1995 roku w kategorii najlepszy utwór instrumentalny.
Singlami z tego albumu były utwory: „Take It Back”, „Keep Talking” i „High Hopes”. Singlami promującymi płytę były utwory: „What Do You Want from Me” i „Lost for Words”.
30 czerwca 2014 roku, w 20. rocznicę wydania tego albumu, ukazała się jego specjalna edycja, zawierająca m.in. DVD z teledyskiem do utworu „Marooned”, który nakręcono w kwietniu 2014 roku na Ukrainie. Reżyserem klipu jest Aubrey Powell.
19 marca 1995 roku album ten otrzymał nagrodę Fryderyka w kategorii najlepszy album zagraniczny (na polskim rynku).

## Charakterystyka i proces tworzenia

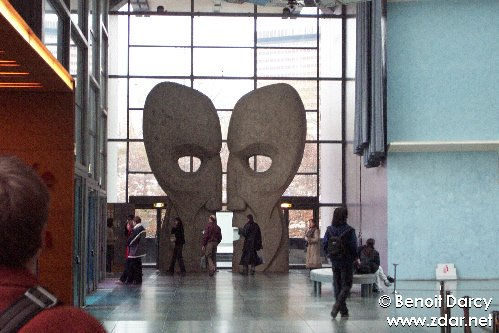
Część ekspozycji Pink Floyd Interstellar z widocznymi rzeźbami symbolizującymi okładkę The Division Bell (Musée de la Musique w Philharmonie de Paris, 2003/2004)

Wydany w 1994 roku The Division Bell jest drugim albumem nagranym pod wodzą Davida Gilmoura. Tematem przewodnim jest komunikacja i kontakt ludzkości. Po raz pierwszy od albumu Animals z 1977 roku w The Division Bell realizowano pomysły całego zespołu, a Richard Wright skomponował pierwszy od dłuższego czasu utwór – „Wearing the Inside Out”, w którym zaśpiewał główną partię wokalną. Muzycznie album ten jest powrotem do brzmienia space rocka sprzed The Dark Side of the Moon (1973), w przeciwieństwie do ostrzejszych albumów Animals i The Wall (1979). Większość utworów charakteryzuje się powolnym tempem, nakładającymi się na siebie pasażami instrumentów klawiszowych i długich solówek gitarowych z częstym wykorzystaniem pogłosu.
Poza dwoma głównymi muzykami zespołu (Richard Wright oficjalnie nie był członkiem zespołu) do współpracy w tworzeniu materiału zaproszono gitarzystę basowego Guya Pratta. Efektem wspólnych sesji jammowych były fragmenty sekwencji, riffy i luźne pomysły. Z nagrań wyłoniono około sześćdziesięciu osobnych pomysłów muzycznych. Do wyboru materiału, który finalnie znalazł się na płycie zdecydowano się na nowatorskie podejście. Jak powiedział Gilmour: "Zorganizowaliśmy coś, co nazwaliśmy >>wielkim odsłuchem<<. Odsłuchiwaliśmy te wszystkie fragmenty i każdy z nas głosował. W ten sposób sprawdzaliśmy, jak popularny wśród nas jest dany kawałek". W ten sposób ograniczono materiał do 27 utworów, z których, w drodze dalszego głosowania, część utworów wyrzucono, a inne połączono ze sobą. Z piętnastu w ten sposób wybranych utworów odrzucono jeszcze cztery i tak została finałowa 11, która znalazła się na krążku. W studyjnych nagraniach oprócz muzyków wymienionych wyżej udział wzięli: Jon Carin (Klawiszowiec, gitarzysta i wokalista), Gary Wallis (perkusista). Dodatkowe wsparcie zapewniło pięć chórzystek, w tym Sam Brown oraz śpiewająca z zespołem podczas trasy A Momentary Lapse of Reason Durga McBroom i odpowiadający za aranżacje Michael Kamen. Podczas sesji pojawił się Tim Renwick, który zagrał dodatkowe partie gitary, a pierwszy raz od wydania Wish You Were Here udział w nagraniu wziął saksofonista Dick Parry.
Po wydaniu albumu zespół wyruszył w bardzo udaną trasę koncertową, której efektem jest koncertowy album Pulse wydany rok później. Jest to ostatni album studyjny w historii Pink Floyd, który był promowany przez trasę koncertową i ostatni wydany przed śmiercią klawiszowca Richarda Wrighta (ostatni album studyjny The Endless River zespół wydał 6 lat po jego śmierci, tj. w listopadzie 2014 roku).
Tytuł albumu wymyślił pisarz Douglas Adams. W zamian za to Pink Floyd przekazało 5 tysięcy funtów na organizację charytatywną wskazaną przez pisarza – Environmental Investigation Agency.
Division Bell to dzwon wzywający do głosowania w Izbie Gmin. Jest symbolem zbliżającej się dorosłości.

## Lista utworów
| Nr  | Tytuł                                              | Długość |
| --- | -------------------------------------------------- | ------- |
| 1.  | „Cluster One” (Wright/Gilmour)                     | 5:58    |
| 2.  | „What Do You Want from Me” (Gilmour/Wright/Samson) | 4:21    |
| 3.  | „Poles Apart” (Gilmour/Wright/Samson/Laird-Clowes) | 7:04    |
| 4.  | „Marooned” (Wright/Gilmour)                        | 5:29    |
| 5.  | „A Great Day for Freedom” (Gilmour/Samson)         | 4:17    |
| 6.  | „Wearing the Inside Out” (Wright/Moore)            | 6:49    |
| 7.  | „Take It Back” (Gilmour/Ezrin/Samson/Laird-Clowes) | 6:11    |
| 8.  | „Coming Back to Life” (Gilmour)                    | 6:19    |
| 9.  | „Keep Talking” (Wright/Gilmour/Samson)             | 6:11    |
| 10. | „Lost for Words” (Gilmour/Samson)                  | 5:14    |
| 11. | „High Hopes” (Gilmour/Samson)                      | 8:32    |

W utworze „Keep Talking” można usłyszeć tekst brytyjskiego fizyka Stephena Hawkinga wypowiedziane przez syntezator mowy DECtalk DTC-01. „High Hopes” kończy się telefonicznym dialogiem pasierba Gilmoura, Charliego i managera Pink Floyd – Steve’a O’Rourke’a.

## Pozycje na listach przebojów
Album
- 1994: 1. na liście Billboard 200

Single
- 1994: 73. na liście „Billboard” Hot 100 („Take It Back”)
- 1994: 7. na liście „Billboard” Mainstream Rock Tracks („High Hopes”)
- 1994: 1. na liście „Billboard” Mainstream Rock Tracks („Keep Talking”)
- 1994: 4. na liście „Billboard” Mainstream Rock Tracks („Take It Back”)
- 1994: 16. na liście „Billboard” Mainstream Rock Tracks („What Do You Want From Me”)
- 1995: 21. na liście „Billboard” Mainstream Rock Tracks („Lost For Words”)

## Wyróżnienia
Album w Polsce osiągnął certyfikat złotej płyty, a jego reedycja z 2011 – platynowej.

## Twórcy
Pink Floyd
- David Gilmour – śpiew, gitara, gitara basowa, instrumenty klawiszowe i programowanie
- Nick Mason – perkusja
- Richard Wright – śpiew, instrumenty klawiszowe

Pozostali
- Jon Carin – instrumenty klawiszowe
- Guy Pratt – gitara basowa
- Gary Wallis – perkusja
- Tim Renwick – gitara
- Dick Parry – saksofon
- Bob Ezrin – instrumenty klawiszowe, perkusja
- Michael Kamen – aranżacje orkiestrowe
- Sam Brown – chórki
- Durga McBroom – chórki
- Carol Kenyon – chórki
- Jackie Sheridan – chórki
- Rebecca Leigh-White – chórki
- Stephen Hawking – zsamplowany głos w utworze „Keep Talking”